# Astronidium fraternum
Astronidium fraternum là một loài thực vật thuộc họ Melastomataceae. Đây là loài đặc hữu của Polynésie thuộc Pháp.